# The Block Brochure: Welcome to the Soil 1
«The Block Brocure: Welcome to the Soil 1» — п'ятнадцятий студійний альбом американського репера E-40, виданий 26 березня 2012 року лейблом Heavy on the Grind Entertainment в один день з альбомами The Block Brochure: Welcome to the Soil 2 та The Block Brochure: Welcome to the Soil 3. Ця платівка разом з двома зазначеними вище складає трилогію. Таким же чином в один день у 2010 він випустив два релізи Revenue Retrievin': Day Shift і Revenue Retrievin': Night Shift та у 2011 — Revenue Retrievin': Overtime Shift і Revenue Retrievin': Graveyard Shift. У записі альбому взяли участь Juicy J, 2 Chainz, B-Legit, Річі Річ, Gangsta Boo, Droop-E, The Jacka, Mugzi, Turf Talk, Mistah F.A.B. та ін.
16 лютого 2012 вийшло відео за лаштунками зйомки кліпу «They Point», який оприлюднили 22 березня того ж року. 26 березня відбулась прем'єра кліпу «Fast Lane». У березні також вийшли два відеоролики, зняті для реклами трилогії.
Альбом дебютував на 59-ій сходинці чарту Billboard 200.

## Список пісень
| #   | Назва                                                                                     | Продюсер(и)               | Тривалість |
| --- | ----------------------------------------------------------------------------------------- | ------------------------- | ---------- |
| 1.  | «Fast Lane»                                                                               | Droop-E                   | 3:26       |
| 2.  | «They Point» (з участю Juicy J та 2 Chainz)                                               | Bangladesh                | 4:13       |
| 3.  | «Rock Stars»                                                                              | Rick Rock                 | 4:18       |
| 4.  | «Outta Town» (з участю B-Legit та Laroo T.H.H.)                                           | DJ Toure'                 | 5:00       |
| 5.  | «What's My Name»                                                                          | Tone Bone                 | 3:26       |
| 6.  | «Slummin’»                                                                                | Rick Rock                 | 2:54       |
| 7.  | «Do the Playa» (з участю Decadez)                                                         | Jelly Roll                | 3:31       |
| 8.  | «Cutlass» (з участю B-Legit та Richie Rich)                                               | Mike Mosley та Sam Bostic | 4:36       |
| 9.  | «Turn It Up»                                                                              | C Ballin                  | 4:02       |
| 10. | «Let's Fuck» (з участю Gangsta Boo)                                                       | Droop-E                   | 4:19       |
| 11. | «Bust Moves» (з участю Droop-E та Big Omeezy)                                             | AJ                        | 3:52       |
| 12. | «Can You Feel It?» (з участю B-Legit)                                                     | Droop-E                   | 4:34       |
| 13. | «What Is It Over?» (з участю J Banks)                                                     | Droop-E                   | 4:17       |
| 14. | «In the Ghetto» (з участю The Jacka та Rankin Scroo)                                      | Black Key                 | 5:43       |
| 15. | «Rollin'» (з участю Raheem DeVaughn, Laroo T.H.H., Mugzi, Work Dirty, Droop-E та Decadez) | DJ Toure'                 | 4:25       |
| 16. | «In This Thang Breh» (з участю Turf Talk та Mistah F.A.B.)                                | Tone Bone                 | 3:09       |
| 17. | «Mary Jane» (з участю Cousin Fik та Droop-E)                                              | The 8thgraders            | 4:07       |
| 18. | «Help Me» (з участю Mike Marshall та Go Hard Black)                                       | C Ballin                  | 5:11       |

| Бонус-треки | Бонус-треки                              | Бонус-треки | Бонус-треки |
| #           | Назва                                    | Продюсер    | Тривалість  |
| ----------- | ---------------------------------------- | ----------- | ----------- |
| 19.         | «Blame It on the DJ» (з участю C-Ballin) | C-Ballin    | 4:05        |
| 20.         | «Beatin' the Trunk Loose»                | Bosko       | 4:18        |

Примітки
- Незазначені виконавці: Stressmatic на «Rock Stars» та «Cutlass».
- «Bust Moves» містить семпл з пісні «Going Back to Cali» у вик. The Notorious B.I.G.

## Чартові позиції
| Чарт (2012)               | Найвища позиція |
| ------------------------- | --------------- |
| США                       | 59              |
| US Independent Albums     | 10              |
| US Rap Albums             | 9               |
| US Top R&B/Hip-Hop Albums | 10              |